# Когнитивный стиль
Когнитивный стиль (лат. cognitio «знание») — термин, используемый в когнитивной психологии для обозначения устойчивых характеристик того, как различные люди думают, воспринимают и запоминают информацию, а также предпочтительного для них способа решения проблем.
Когнитивный стиль обычно отличают от когнитивной способности или уровня: последний измеряется так называемыми тестами интеллекта (intelligence tests). До сих пор существуют разногласия по поводу значения термина «когнитивный стиль». Тем не менее, термин «когнитивный стиль» широко используется, в особенности в прикладной психологии бизнеса, а также в педагогической психологии, где у него имеется синоним — «стиль обучения».

## История
Понятие когнитивный стиль впервые использовал А. Адлер для обозначения характеристики личности, которая представляет собой устойчивые индивидуальные особенности познавательных процессов, предопределяющие использование различных исследовательских стратегий. В рамках его индивидуальной психологии понимался как своеобразие жизненного пути личности, структурированного постановкой и достижением целей.
Г. Олпорт стал рассматривать когнитивный стиль как интегральную систему личности инструментального порядка (способы и средства для достижения целей). В дальнейшем данной проблемой занимались К. Стаднер, Г. Уиткин и др.
В бывшем СССР изучением когнитивных стилей занимались В. А. Колга (Эстония), школа Теплова-Небылицына (Москва), М. А. Холодная (Киев, с 1990-х — Москва), А. Либин, и др.

## Сущность
Природа когнитивных стилей не до конца изучена. Есть свидетельства их связи с межполушарной асимметрией, уровнем интеллекта, свойствами темперамента и с мотивацией личности. В то же время есть все основания считать когнитивные стили образованием, которое формируется прижизненно под влиянием социокультурных факторов. Например, эмпирически доказано, что полезависимость более характерна для женщин, а также для детей, чьи родители осуществляют избыточный контроль над их поведением.

## Разновидности когнитивных стилей
Чаще всего в литературе рассматривается около 10-15 когнитивных стилей (при этом отмечается, что многие из них очевидно коррелируют друг с другом, и различие в терминологии обусловлено подходами различных авторов):
- Полезависимость — поленезависимость;
Представители полезависимого стиля больше доверяют наглядным зрительным впечатлениям при оценке происходящего и с трудом преодолевают видимое поле при необходимости детализации и структурирования ситуации. Представители поленезависимого стиля, напротив, полагаются на внутренний опыт и легко отстраиваются от влияния поля, быстро и точно выделяя деталь из целостной пространственной ситуации.
- Конкретность — абстрактность;
В основе конкретности-абстрактности лежат такие психологические процессы, как дифференциация и интеграция понятий. Полюс «конкретной концептуализации» характеризуется незначительной дифференциацией и недостаточной интеграцией понятий. Для «конкретных» индивидуумов типичны следующие психологические качества: склонность к черно-белому мышлению, зависимость от статуса и авторитета, нетерпимость к неопределенности, стереотипность решений, ситуативный характер поведения, меньшая способность мыслить в терминах гипотетических ситуаций и т. д. Напротив, полюс «абстрактной концептуализации» предполагает как высокую дифференциацию, так и высокую интеграцию понятий. Соответственно, для «абстрактных» индивидуумов характерна свобода от непосредственных свойств ситуации, ориентация на внутренний опыт в объяснении физического и социального мира, склонность к риску, независимость, гибкость, креативность и т. д.
- Сглаживание — заострение;
Индивидуальные различия, зафиксированные в этом когнитивном стиле, имеют отношение к особенностям хранения в памяти запоминаемого материала. У «сглаживателей» сохранение материала в памяти сопровождается его упрощением, потерей деталей, выпадением тех или иных фрагментов. Напротив, в памяти «заострителей» происходит выделение, подчеркивание специфических деталей запоминаемого материала. Впоследствии специально подчеркивалось, что данный стилевой параметр обнаруживает себя в условиях восприятия и запоминания последовательности стимулов, характеризуя, таким образом, чувствительность испытуемых к постепенно нарастающим различиям в ряду воспринимаемых воздействий.
- Ригидный — гибкий познавательный контроль;
Этот когнитивный стиль характеризует степень субъективной трудности в смене способов переработки информации в ситуации когнитивного конфликта. Ригидный контроль свидетельствует о трудностях в переходе от вербальных функций к сенсорно-перцептивным в силу низкой степени их автоматизации, тогда как гибкий — об относительной легкости такого перехода в силу высокой степени их автоматизации.
- Низкая — высокая толерантность к нереалистическому опыту;
Данный когнитивный стиль обнаруживает себя в неопределенных, двусмысленных ситуациях и характеризует меру принятия впечатлений, не соответствующих или даже противоречащих имеющимся у человека представлениям, которые он расценивает как правильные и очевидные. Толерантные субъекты оценивают опыт по их фактическим характеристикам, тогда как нетолерантные субъекты сопротивляются познавательному опыту, в котором исходные данные противоречат их наличным знаниям.
- Фокусирующий — сканирующий контроль;
Этот когнитивный стиль характеризует индивидуальные особенности распределения внимания, которые проявляются в степени широты охвата различных аспектов отображаемой ситуации, а также в степени учета её релевантных и нерелевантных признаков. Соответственно, одни испытуемые оперативно распределяют внимание на множество аспектов ситуации, выделяя при этом её объективные детали (полюс широкого, или сканирующего, контроля). Внимание других испытуемых, напротив, оказывается поверхностным и фрагментарным, при этом оно фиксирует явные, бросающиеся в глаза характеристики ситуации (полюс узкого, или фокусирующего, контроля).
- Импульсивность — рефлективность;
Люди с импульсивным стилем быстро выдвигают гипотезы в ситуации альтернативного выбора, при этом они допускают много ошибочных решений в идентификации перцептивных объектов. Для людей с рефлективным стилем, напротив, характерен более замедленный темп принятия решения в подобной ситуации, соответственно они допускают мало ошибок при идентификации перцептивных объектов в силу их тщательного предварительного анализа.
- Узкий — широкий диапазон эквивалентности;
Представители полюса узкого диапазона эквивалентности (аналитического стиля) склонны ориентироваться на различия объектов, обращая внимание главным образом на их детали и отличительные признаки. Представители полюса широкого диапазона эквивалентности (синтетического стиля), напротив, склонны ориентироваться на сходство объектов, классифицируя их с учетом некоторых обобщенных категориальных оснований.
- Когнитивная простота — сложность;
Одни люди понимают и интерпретируют происходящее в упрощенной форме на основе фиксации ограниченного набора сведений (полюс когнитивной простоты). Другие, напротив, склонны создавать многомерную модель реальности, выделяя в ней множество взаимосвязанных сторон (полюс когнитивной сложности).

## Значение[3]
Когнитивный стиль, как и другие стилевые образования личности, выполняет следующие функции:
3
1.адаптационную, состоящую в приспособлении индивидуальности к требованиям данной деятельности и социальной среды;
2.компенсаторную, поскольку его формирование строится с опорой на
сильные стороны индивидуальности и с учетом слабых сторон;
3.системообразующую, позволяющую, с одной стороны, формироваться
стилю на основе многих ранее сложившихся характеристик индивидуальности,
с другой стороны, влиять на многие аспекты поведения человека;
4.самовыражения, состоящую в возможности индивидуальности выразить
себя через уникальный способ выполнения деятельности или через манеру поведения.
Последняя функция связана с мало изученной проблемой влияния когнитивных стилей на вариативность реального поведения человека в сфере общения (например, на его самораскрытие и самопредъявление). Есть все основания
ожидать, что дифференцированность объектов (партнеров по общению) на сенсорном входе приведет к дифференцированности поведенческих реакций на
выходе.
Изучение когнитивных стилей как детерминант поведения человека представляется нам очень перспективным, поскольку их исследование выводит на
фундаментальные проблемы мировосприятия человека.

## Сноски и источники
1. 1 2  Шкуратова И.П. Когнитивный стиль и общение. Ростов-на-Дону: Изд-во
РГПУ,1994.156 с.
2. 1 2  Witkin H., Goodenough D. Cognitive style: essence and origins. N.Y. 1982. 135 p.
3. ↑  Шкуратова И.П. Архивная копия от 4 марта 2016 на Wayback Machine Когнитивные стили как регуляторы мировосприятия личности Архивная копия от 4 марта 2016 на Wayback Machine